# فرگشت چهاراندامان

در گونه‌زایی مهره‌داران دونین پسین، نوادگان ماهی‌های باله‌دار دریامیانی مانند Eusthenopteron دنباله‌ای از سازگاری‌ها را به نمایش گذاشتند: پاندرماهیان، مناسب برای کم‌عمق‌های گل‌آلود. تیکتالیک با باله‌های اندام‌مانند که می‌تواند آن را به خشکی برساند. چهاراندامان نخستین در باتلاق‌های پر از علف‌های هرز، مانند آکانتوستگا، که دارای پاهایی با هشت انگشت بود، و ایکتیوستگا، که دارای اندام بود. نوادگان همچنین شامل ماهی‌های باله‌دار پلاژیک مانند گونه‌های تهی‌خار بودند.

فرگشت چهارپایان (به انگلیسی: Evolution of tetrapods) حدود ۴۰۰ میلیون سال پیش در دوره دونین آغاز شد و نخستین چهاراندامان از ماهی‌های باله‌دار فرگشت یافتند. چهاراندامان (تحت تعریف مبتنی بر جداریختی به‌کاررفته در این صفحه) به عنوان جانوران در بالارده چهراندامان (Tetrapoda) دسته‌بندی می‌شوند که شامل همه دوزیستان زنده و منقرض‌شده، خزندگان، پرندگان و پستانداران می‌شود. در حالی که بیشتر گونه‌های امروزی زمینی هستند، شواهد کمی از این ایده پشتیبانی می‌کند که هر یک از نخستین چهاراندامان می‌توانستند در خشکی حرکت کنند، زیرا اندام‌های آنها نمی‌توانستند بخش میانی خود را از زمین نگه دارند و مسیرهای شناخته‌شده نشان نمی‌دهد که آنها شکم خود را به پیرامون کشیده‌اند. احتمالاً این مسیرها توسط جانورانی ساخته شده است که در امتداد کف آب‌های کم‌عمق راه می‌روند. اجداد آبی خاص چهارپایان، و روندی که توسط آن استعمار زمین رخ داده است، نامشخص است. آنها در حال حاضر زمینه‌های تحقیق و بحث فعال در میان دیرینه‌شناسان هستند.

## چهاراندامان (زنده) موجود
پس از چرخش جانوران بزرگ در پایان مزوزوئیک، تنها هفت گروه چهاراندامان برجای ماندند که یکی از آنها به نام کریستودرا به دلایل نامعلومی در ۱۱ میلیون سال منقرض شد. شش نفر دیگر که امروزه ادامه دارند نیز، شامل بسیاری از اعضای منقرض‌شده هستند:
- نرم‌دوزیستان: قورباغه‌ها و وزغ‌ها، سمندرها و برهنه‌ماران
- لاک‌پشت‌ها: لاک‌پشت، لاک‌پشت‌های زمینی و لاک‌پشت آبزی
- پولک‌خزندگان: سوسمار پل‌دماغی، مارمولک، دوزیستان و مارها
- کروکودیل: تمساح‌ها، الیگاتورها، کیمن‌ها و تمساح پوزه‌باریک گنگی
- نوپرندگان (Neornithes): پرندگان موجود
- پستانداران: پستانداران